# 张玉映

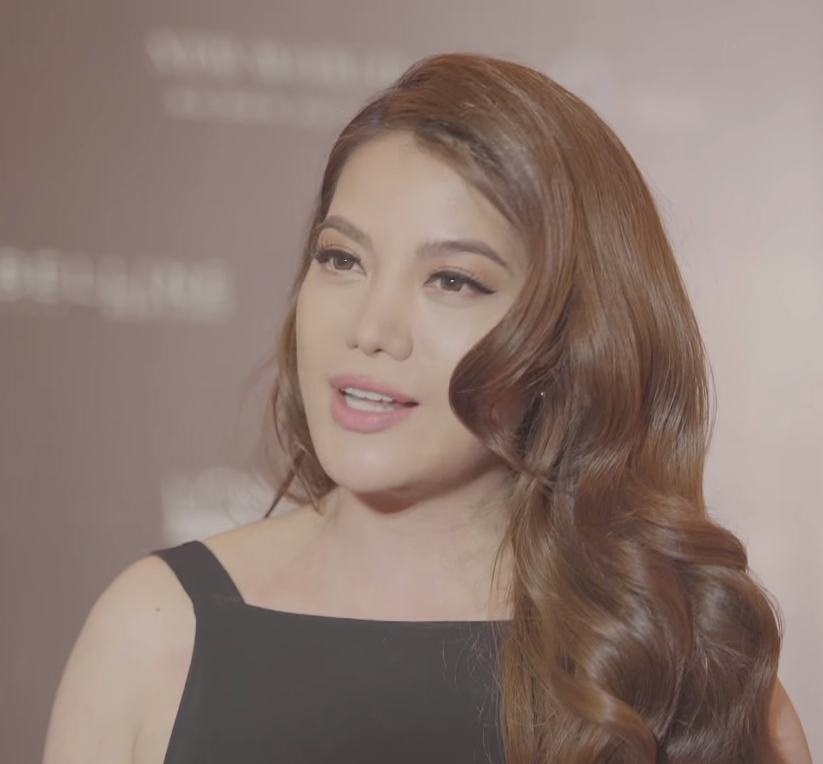
张玉映

张玉映（1976年11月12日—），是越南演员、模特。
1976年，张玉映在河内出生。张玉映曾获得1992年河内温柔女生选美比赛一等奖和随后的河内Noel花魁。1993年，张玉映被黎公俊英发掘，并说服导演刘福创，邀请她参演电影《Em và Michael》（译名：我和迈克尔）。除了拍电影外，张玉映还表演时装，唱歌。她曾经获得1995年搜索亚洲模特比赛最上镜模特奖和埃及国际时装小姐选美冠军。2005年，张玉映与越裔商人陈宝山结婚。2008年，女儿陈宝仙诞生。2014年4月8日，张玉映与陈宝山正式离婚。女儿陈宝仙由双方共同抚养。